# 하스톤 타우먼트
하스톤 타우먼트(네덜란드어: Gaston Taument, 1970년 10월 1일, 자위트-홀란트 주 덴 하흐 ~)는 네덜란드의 전직 프로 축구 선수로, 현역 시절 우측 미드필더를 맡았지만, 후방 공격수로도 활약했다.
그는 현역 14년을 활약하면서, 이 중 9년 동안 몸담은 페예노르트에서 204번의 경기에 출전해 45골을 기록했다.
1990년대 네덜란드 국가대표팀 일원이기도 한 타우먼트는 1994년 월드컵과 유로 1996에서 자국을 대표로 참가했다.

## 클럽 경력
자위트-홀란트 주 덴 하흐 출신인 타우먼트는 페예노르트 유소년부를 졸업했다. 1988-89 시즌에 첫 경기를 치르고, 그 다음 시즌도 1경기 출전에 그쳤던 타우먼트는 같은 연고지의 엑셀시오르로 임대되었다. 그는 7년동안 더 카위프를 누비면서 레히 블링커르와 양 측면을 효율적으로 맡았다.(두 선수는 1991년부터 1995년까지 에레디비시에서 61골을 합작했다)
1997년 7월, 페예노르트에서 300경기 가까이 활약한 타우먼트는 포르투갈의 벤피카로 이적했지만, 입지를 다지지 못했고, 히우 아브와의 타사 드 포르투갈 경기에서 1골을 넣는데 그쳤다. 그는 다음 이적 시장을 통해 안데를레흐트로 이적했지만, 반전을 꾀하기에는 역부족이었다.
1999-2000 시즌을 그리스의 OFI에서 보냈던 타우먼트는 오스트리아 분데스리가의 라피트 빈에서 주전으로 도약했고, 1년차의 준우승에 일조했다. 그는 2002년 6월에 31세의 나이로 축구화를 벗었다. 앞서, 그는 1991년 네덜란드 축구 올해의 신인 선수로 선정되었었다.

## 국가대표팀 경력
타우먼트는 네덜란드 국가대표팀 경기에 15번 출전해 2골을 기록했다. 그는 1994년 월드컵 최종 명단에 이름을 올려 2-1로 이긴 조별 리그 1차전에서 사우디아라비아전에서 결승골을 기록하기도 했다. 이후, 그는 유로 1996에도 참가했다.
타우먼트의 첫 국가대표팀 경기는 1992년 2월 12일에 열린 포르투갈과의 친선경기로, 파루의 상 루이스 경기장에서 열린 이 경기는 0-2로 패했다.

## 감독 경력
은퇴 후, 타우먼트는 페예노르트 유소년부를 지도했다. 2022년을 기준으로 그는 U-14 부서를 맡고 있다.

## 수상
페예노르트
- 에레디비시: 1992–93
- KNVB 베커르: 1990–91, 1991–92, 1993–94, 1994–95
- 요한 크라위프 스할: 1991